# 兵庫県立高等特別支援学校
兵庫県立高等特別支援学校（ひょうごけんりつ こうとうとくべつしえんがっこう）は、兵庫県三田市大原梅の木にある県立特別支援学校。知的障害がある生徒を教育対象とし、高等部のみからなる単独校である。同一敷地内に兵庫県立上野ケ原特別支援学校があり、両校の校舎は廊下で繋がっている。

## 設置学部
- 高等部（職業科）
職業自立が可能と見込まれる知的障害者が対象で、募集人員は1学年40名。

## 通学区域
- 県下全域

## 歴史
- 1996年（平成8年）4月 ‐ 開校。
兵庫県立上野ケ原養護学校(現 兵庫県立上野ケ原特別支援学校)の校舎の一部を使って開校。兵庫県立阪神養護学校尼崎分校が事実上独立校となる形で設置された。
前身の阪神養護尼崎分校は、尼崎市南城内の旧尼崎市立教育研究所施設（尼崎市立城内中学校に併設）に、阪神間の養護学校大規模化解消のため1990年（平成2年）に設置された高等部のみの学校。阪神・淡路大震災で被害を受けたことから校地の確保が急務となっていた。
- 2007年（平成19年）4月 ‐ 学校名を「兵庫県立高等養護学校」から「兵庫県立高等特別支援学校」に変更。

## アクセス
- JR西日本・神戸電鉄「三田駅」下車、神姫バスに乗車し「中央病院前」バス停下車、徒歩4分。